# Leopardvar
Leopardvar (Bothus leopardinus) är en fiskart som först beskrevs av Günther 1862.  Leopardvar ingår i släktet Bothus och familjen tungevarsfiskar. IUCN kategoriserar arten globalt som livskraftig. Inga underarter finns listade i Catalogue of Life.